# Gypsy (singel Shakiry)
Gypsy to piosenka kolumbijskiej piosenkarki Shakiry. Utwór został wydany jako czwarty singel promujący album She Wolf. Tak samo jak do poprzednich singli (z wyjątkiem Give It Up to Me)została nagrana wersja w języku hiszpańskim, wydana głównie do Ameryki Łacińskiej i Hiszpanii, o nazwie "Gitana" (w języku angielskim: Gypsy)."Gypsy" i "Gitana" zostały wysłane do stacji radiowych na całym świecie 22 lutego 2010 roku. Ze względu na nieobecność na albumie "Gitany", ogłoszono, że album zostanie wydany ponownie w krajach Ameryki Łacińskiej i Hiszpanii.

## Tło
Shakira ogłosiła, że "Gypsy" będzie kolejnym singlem z albumu "She Wolf", po spotkaniu z prezydentem Stanów Zjednoczonych Barackiem Obamą, który pozostawił fundusze na jej projekt systemu opieki społecznej.Na temat utworu dodała:" Piosenka stanowi mój sposób życia oraz postrzegania go. Gdy byłam młoda byłam na ulicy i ta metafora zawarta jest w "Gypsy".

## Teledysk
Pełna wersja teledysku do piosenki "Gypsy" miała swoją premierę na MTV 26 lutego 2010 r. Na swojego ekranowego partnera Shakira wybrała gwiazdę tenisa ziemnego Rafaela Nadala. Shakira tańcząc przed swym wybrankiem w końcu zaczyna go całować. Teledysk został wyreżyserowany przez Jaume de Laiguana w Barcelonie. Istnieją dwie wersje teledysku, "Gypsy" i drugi "Gitana", który jest hiszpańską wersję utworu.

## Wersje
Obecnie istnieją trzy wersje utworu. Original Album Version trwający 03:18, Hiszpańska wersja lekko poszerzona i w sumie trwająca 3:29 i "Radio Edit" o długości 3:29, który został wyprodukowany przez Freemasons. Video Version trwa 03:37 i jest nieco zmienioną wersją "album version".

## Na żywo
W dniu 29 września 2009 Shakira wykonała wiele utworów z albumu She Wolf w tym Gyspy po raz pierwszy.
Inne wykonania: 
- 16 listopada 2009 - ABC superhit serii The View
- 17 listopada 2009 - Rockefeller Center
- 24 listopada 2009 - Rachael Ray Show
- 25 listopada 2009 - It's On z Alexa Chung
- 2 marca 2010 - Geneva International Motor Show (Szwajcaria)
- 27 marca 2010 - Wetten (Niemcy)
- 28 marca 2010 - Disney Latin America and Disney Brazil
- 16 kwietnia 2010 - Dude Looks Like Shakira
- 17 kwietnia 2011 - The Sun Comes Out World Tour w Atlas Arenie w Łodzi (Polska).

## Lista utworów i formy singla
- Digital Download EP

1. . "Gypsy" - 3:18
2. . "Gitana" - 3:26
3. . "Gypsy (Freemasons Remix)" - 3:26
4. . "Gypsy" (Video)- 3:36

- Promo CD-Single

1. . "Gypsy" - 3:18

- German CD-Single

1. . "Gypsy" - 3:18
2. . "Gypsy (Freemasons Remix)" - 3:26

## Pozycje na listach
| Lista przebojów (2010)                                                | Najwyższa pozycja |
| --------------------------------------------------------------------- | ----------------- |
| AustriaÖ3 Austria Top 40                                              | 11                |
| Belgia Ultratip Flanders                                              | 4                 |
| Belgia (Wallonia)                                                     | 40                |
| Hiszpania PROMUSICA Billboard Hot Latin Songs                         | 7                 |
| Niemcy Media Control Charts                                           | 7                 |
| Meksyk Mexican Singles Chart[46] "Gitana" (Spanish version)           | 1                 |
| Polska Polish Top 50                                                  | 4                 |
| Rosja Russian Airplay Chart                                           | 80                |
| Słowacja Slovakian Airplay Chart                                      | 23                |
| Stany Zjednoczone Billboard Hot Latin Songs Billboard Hot Latin Songs | 15                |
| Szwajcaria Media Control AG                                           | 12                |
| Węgry Hungarian Airplay Chart                                         | 9                 |
| Wielka Brytania UK Singles Chart                                      | 169               |